# Eskişehir (stad)
Eskişehir (Turks: oude stad, uitspraak: 'Eskisjehir') is een stad in centraal Turkije met bijna 921.630 inwoners. De oude naam van de stad is Dorylaeum. Het is de hoofdstad van de provincie Eskişehir, die grenst aan de provincies Bilecik, Bolu, Ankara, Afyonkarahisar, Konya en Kütahya. Het riviertje Porsuk loopt dwars door het centrum van Eskişehir. Eskişehir is een van de 15 steden in Turkije die is verdeeld in deelgemeenten: Odunpazarı en Tepebaşı, met overkoepelend de büyükşehir belediyesi ("grote stadgemeente") Eskişehir.
Sinds 2008 heeft Eskişehir enkele grote parken zoals het Şelale-park (watervalpark), het Kent-park (stadpark) en de Sazova-park in de wijk Sazova. In het Kent-park is een kunstmatig strand aangelegd (het eerste kunstmatige strand van Turkije) tevens zijn daar twee zwembaden gerealiseerd. Op 22 juli 2009 werden de zwembaden en het strand officieel geopend door burgemeester Yılmaz Büyükerşen.

## Bevolking
De stad Eskişehir telde 786.533 inwoners in 2020, waarvan 415.230 in het district Odunpazarı en 371.303 in het district Tepebaşı.
|  |

## Economie
Eskişehir is een industriegebied waar onder meer auto-onderdelen, gevechtsvliegtuigen, bouwmaterialen, witgoed, textiel en banket worden geproduceerd. Tevens heeft de stad twee universiteiten en een luchtmachtbasis. Veel Turkse immigranten uit centraal Turkije in Europa, voornamelijk uit Piribeyli en Emirdağ, kopen in Eskişehir vakantiehuizen.
Eskişehir is bekend door zijn hamams, die gevoed worden met natuurlijk bronwater. De hamams liggen in het centrum van de stad. Uit omringende steden komen hier veel bezoekers op af. Sinds de hogesnelheidslijn rijdt worden de hamams ook vaker bezocht door mensen uit Ankara.

## Musea
De vijf musea in de stad zijn:
- Het Archeologisch Museum: Frygische objecten en sculpturen.
- Het Meerschuimpijpmuseum: voorwerpen gemaakt van meerschuim.
- Het Yeşil Efendi-museum: een collectie van lokale etnografische voorwerpen.
- Het Atatürk-Cultureel Museum: foto’s van het leven van Atatürk en enkele persoonlijke eigendommen.
- Het Balmumu-museum: Een wassenbeeldmuseum van Nationale en internationale grootheden.

## Vervoer
Sinds 2004 heeft Eskişehir een tram, die geregeld wordt door vervoersmaatschappij EsTram.
Sinds de zomer van 2007 heeft Eskisehir ook een internationaal vliegveld. Naast de vluchten naar en van Istanbul zijn er ook vluchten van en naar Brussel
Sinds maart 2009 rijdt de Hızlı Tren (Turkse hogesnelheidstrein) tussen Ankara en Eskişehir, deze zal eind 2013 verder tot Istanboel rijden. De grootste deel van de sporen zijn al klaar maar de Marmaray, de spoorweg die onder de Bosporus wordt aangelegd vergt nogal wat tijd.

## Sport
Eskişehirspor is de betaaldvoetbalclub van de stad en winnaar van de Turkse voetbalbeker in 1971.

## Geboren
- Cüneyt Arkın (1937-2022), acteur
- Nuri Alço (1951), acteur
- Banu Avar (1955), schrijfster, journaliste, programmamaakster en presentatrice
- Ömer Çatkıç (1974), voetballer
- İpek Şenoğlu (1979), tennisster
- Sinan Ören (1987), doelman
- Gamze Bulut (1992), atlete
- Dorukhan Toköz (1996), voetballer
- Furkan Korkmaz (2001), acteur en kunstenaar